# Aethopyga decorosa
El suimanga de Bohol (Aethopyga decorosa) es una especie de ave paseriforme de la familia Nectariniidae endémica de la isla de Bohol, Filipinas. Anteriormente se consideraba una subespecie del suimanga submontano (Aethopyga pulcherrima).

## Distribución y hábitat
El suimanga de Bohol se encuentra únicamente en la isla de Bohol, en la región de las Bisayas centrales de Filipinas, donde ocupa los bosques húmedos tropicales.